# Orlando Smeekes
Orlando Smeekes (Amsterdam, 28 dicembre 1981) è un ex calciatore olandese, di ruolo centrocampista.